# Point singulier (route)
Dans le domaine routier, on appelle points singuliers, par opposition aux sections courantes :
- les sections où, en raison de la présence d'un dos d'âne, d'un virage, ou pour tout autre cause, la distance de visibilité se trouve réduite et constitue un danger pour le dépassement,
- les sections où les caractéristiques géométriques de la chaussée subissent une variation (rétrécissements, élargissements, intersections…),
- de façon générale, tous les points présentant un danger particulier.

## Signalisation verticale
Du fait de la distance de visibilité réduite, les points singuliers sont signalés en France par des Panneaux de danger de type A ou des balises

## Signalisation horizontale

### Point singulier isolé
Un point singulier isolé est marqué avec une ligne continue pour interdire tout dépassement, du fait de la distance de visibilité réduite.
Cette ligne continue est en rase campagne en France toujours précédée d'une ligne d’annonce et de flèches de rabattements.

### Succession de points singuliers
Une succession de points singuliers est matérialisée par une ligne de dissuasion.